# Hein van Rensburg
Hein Jakobus Janse van Rensburg (ur. 21 kwietnia 1996) – południowoafrykański zapaśnik walczący w stylu wolnym. Srebrny medalista mistrzostw Afryki w 2018 i brązowy 2017 roku.